# 柳内伸作
柳内 伸作（やない しんさく、1947年 - ）は、日本の著作家、元陸上自衛隊三等陸佐。

## 経歴
福島県出身。1971年に東京経済大学を卒業後、陸上自衛隊調査学校で心理戦を学ぶ。1977年から、陸上幕僚監部調査第二部（情報機関。現在の「運用支援・情報部」）勤務となったが、宮永スパイ事件の際に身に覚えがない嫌疑をかけられた、偽計により差別的に配置転換された、などとして、1985年3月に元上司などを相手に民事訴訟を起こしたが敗訴。この間、1985年に富士学校研究員に転出、1987年に三佐に昇進し、1990年に陸上自衛隊高射学校戦史教官となった。
教官在職中の1992年、『週刊文春』10月22日号に論文を寄稿して、日本の政界腐敗を一掃するためには「革命かクーデターしかない」、「クーデターは国家、国民の将来を考えてなされる場合も少なくない」などと述べ、クーデターが必要であると示唆した。この一件は、自衛隊にとって極めて重大な不祥事とされ、11月12日に、自衛隊法58条に反する行為をしたとして、柳内を懲戒免職処分にした。これによって柳内は、報道機関への寄稿によって免職処分を受けた、陸海空を通して初めての自衛隊員となった。
2010年代以降は新規著作はない。

## 著書
- 日本を襲う国際謀略の魔手 : このままでは、企業も日本経済も危ない War game across the world、祥伝社 (ノン・ブック)、1988年
- 戦争・戦略情報パズル : ここを見抜けば勝ち残れる、徳間書店 (トクマブックス)、1990年
- 人はどこまでワルになれるか : 悪魔の歴史頭脳パズル、徳間書店 (トクマブックス)、1992年
- 第2次大戦戦略ゲーム 太平洋戦争編、銀河出版 (War books)、1993年
- 「世界史」世にも残酷な話 : 猟奇と戦慄が支配する血塗られた歴史84話、日本文芸社 (Rakuda books)、1995年
- 日本拷問・処刑残酷史―阿鼻叫換!血も凍る残虐絵巻、日本文芸社 (にちぶん文庫)、1996年
- 西洋拷問・処刑残酷史 : 凄絶!血も凍る残虐世界、日本文芸社 (にちぶん文庫)、1997年
- 中国拷問・処刑残酷史 : 絶叫!血も凍る残虐地獄、日本文芸社 (にちぶん文庫)、1998年
- 拷問・処刑・虐殺全書 : 現代も行なわれている残酷刑のすべて、ベストセラーズ、1999年
- 世界リンチ残酷史、河出書房新社 (河出文庫)、2002年
- 残虐の民族史 : 切り刻む中国人・串刺しの西洋人、光文社 (カッパ・ブックス)、2000年
- 「糞尿」大全、データハウス、2005年